# 2021年世界ジュニアBカーリング選手権大会
世界ジュニアBカーリング選手権大会2021 (英語: World Junior-B Curling Championships 2021、略語: WJBCC2021) は、2021年1月3日から1月11日までフィンランドのロホヤで開催される予定であった世界ジュニアBカーリング選手権である。

## 概要
この大会は、2021年世界ジュニアカーリング選手権大会 (WJCC2021) に出場する男女各3カ国を決定するための予選として開催される予定であったが、新型コロナウイルス感染症の世界的流行のため2020年9月に中止が決定した。また、WJCC2021も同年11月に開催の中止が決定した。